# Family Circle Cup 1991
Family Circle Cup 1991 — жіночий тенісний турнір, що проходив на відкритих кортах з ґрунтовим покриттям Sea Pines Plantation у Гілтон-Гед-Айленді (США). Належав до турнірів 1-ї категорії в рамках Туру WTA 1991. Відбувсь удев'ятнадцяте і тривав з 2 до 8 квітня 1991 року. Друга сіяна Габріела Сабатіні здобула титул в одиночному розряді, свій перший на цьому турнірі.

## Фінальна частина

### Одиночний розряд
Габріела Сабатіні —  Лейла Месхі 6–1, 6–1
- Для Сабатіні це був 3-й титул в одиночному розряді за сезон і 18-й — за кар'єру.

### Парний розряд
Клаудія Коде-Кільш /  Наташа Звєрєва —  Мері-Лу Деніелс /  Ліз Грегорі 6–4, 6–0
- Для Коде-Кільш це був 2-й титул в парному розряді за сезон і 24-й — за кар'єру. Для Звєрєвої це був 2-й титул в парному розряді за сезон і 12-й — за кар'єру.